# Bransles
Bransles är en kommun i departementet Seine-et-Marne i regionen Île-de-France i norra Frankrike. Kommunen ligger i kantonen Château-Landon som tillhör arrondissementet Fontainebleau. År 2022 hade Bransles 529 invånare.

## Befolkningsutveckling
Antalet invånare i kommunen Bransles
| Referens: INSEE |